# Megacyllene ellifranziana
Megacyllene ellifranziana es una especie de escarabajo longicornio del género Megacyllene, tribu Clytini, subfamilia Cerambycinae. Fue descrita científicamente por Fuchs en 1961.

## Descripción
Mide 13-16,5 milímetros de longitud.

## Distribución
Se distribuye por Costa Rica.